# Vincent Gale
Vincent Gale (Glasgow, 6 marzo 1968) è un attore canadese.

## Filmografia parziale

### Cinema
- Firewall - Accesso negato (Firewall), regia di Richard Loncraine (2006)
- Sniper - La fine dell’assassino (Sniper: Assassin's End), regia di Kaare Andrews (2020)
- Every Breath You Take - Senza respiro (Every Breath You Take), regia di Vaughn Stein (2021)

### Televisione
- Trappola in rete (Every Mother's Worst Fear), regia di Bill L. Norton – film TV (1998)
- Queer as Folk – serie TV, 4 episodi (2003)
- 4400 (The 4400) – serie TV, episodio 4x02 (2007)
- Eureka – serie TV, 1 episodio (2007)
- Battlestar Galactica – serie TV, 5 episodi (2005-2009)
- Fringe – serie TV, episodio 2x07 (2009)
- Motive – serie TV, 1 episodio (2013)
- Bates Motel – serie TV, 5 episodi (2013-2014)
- Psych – serie TV, episodio 8x05 (2014)
- La giustizia di una madre (Her Own Justice), regia di Jason Bourque – film TV (2015)
- Supernatural – serie TV, 3 episodi (2006-2017)
- Detective McLean – serie TV, episodio 1x09 (2015)
- Van Helsing – serie TV, 28 episodi (2016-2019)
- Travelers – serie TV, episodio 2x08 (2017)
- Arrow – serie TV, episodio 5x04 (2017)
- Con tutto il mio cuore (All of My Heart: Love Inn), regia di Terry Ingram – film TV (2017)
- Snowpiercer – serie TV, 8 episodi (2020)

## Doppiatori italiani
Nelle versioni in italiano delle opere in cui ha recitato, Vincent Gale è stato doppiato da:
- Raffaele Palmieri in Detective McLean, Supergirl
- Riccardo Rossi in Stargate SG-1
- Loris Loddi in Detective Monk
- Stefano Billi in Battlestar Galactica
- Massimo De Ambrosis in Firewall - Accesso negato
- Alberto Angrisano in Supernatural (ep. 2x08)
- Luigi Ferraro in Supernatural (ep. 8x10)
- Guido Sagliocca in Supernatural (ep. 12x11)
- Alessandro Ballico in Fringe
- Francesco Meoni in Psych
- Roberto Accornero in Van Helsing
- Carlo Valli in Travelers
- Luciano Roffi in Arrow
- Donato Sbodio in Con tutto il mio cuore
- Simone D'Andrea in Snowpiercerer
- Donato Sbodio in Sniper - La fine dell'assassino
- Sergio Lucchetti ne Il bodyguard e la principessa
- Enrico Pallini ne La caduta della casa degli Usher

Da doppiatore, è stato sostituito da:
- Federico Viola ne Il principe dei draghi (ep. 3x03)
- Marco Vivio ne Il principe dei draghi (st. 7)